# Chalais (Charente)
Chalais ist eine südwestfranzösische Gemeinde mit 1799 Einwohnern (Stand 1. Januar 2022) im Département Charente in der Region Nouvelle-Aquitaine.

## Lage
Chalais liegt in einer Höhe von etwa 60 bis 80 Metern ü. d. M. am Flüsschen Tude im äußersten Süden des Départements Charente. Der Ort befindet sich etwa 50 Kilometer (Fahrtstrecke) südlich von Angoulême; die Stadt Périgueux liegt etwa 65 Kilometer östlich. Die sehenswerten Nachbarorte Saint-Aulaye und Aubeterre-sur-Dronne befinden sich etwa 13 Kilometer südöstlich bzw. zwölf Kilometer östlich.

## Bevölkerungsentwicklung
| Jahr      | 1968 | 1975 | 1982 | 1990 | 1999 | 2006 | 2016 |
| Einwohner | 1834 | 2538 | 2204 | 2172 | 2027 | 1974 | 1771 |

Seit der ersten Volkszählung in Frankreich im Jahr 1793 ist die Zahl der Einwohner von Chalais kontinuierlich angestiegen; sie erreichte 1975 einen Höhepunkt und sinkt seither kontinuierlich.

## Wirtschaft
Die Einwohner des Ortes leben hauptsächlich von der Land- und Forstwirtschaft sowie von Handwerk und Kleinhandel. Ein kleineres Unternehmen der Büromöbel-Fabrikation wurde verlegt, ein kleiner Teil der Belegschaft gründete daraufhin ein neues Unternehmen und machte auf eigene Faust weiter. Aber auch die Vermietung von Ferienhäusern und -wohnungen (gîtes) spielt eine wichtige Rolle im Wirtschaftsleben der Gemeinde.

## Geschichte
Vom 13. Jahrhundert bis zur Französischen Revolution lag die Grundherrschaft (seigneurie) über Chalais bei der Familie Talleyrand-Périgord, deren Angehörige sich als „Prinzen von Chalais“ bezeichneten.

## Sehenswürdigkeiten
- Das Schloss war jahrhundertelang Sitz der Familie Talleyrand-Périgord. Eine Burg ist schon für das 11. Jahrhundert belegt, doch in seiner heutigen Gestalt entspricht es weitgehend einem Neubau des 16. Jahrhunderts. Die Torburg (châtelet) verfügt über eine Zugbrücke und auch der mächtige Flankenturm zeigt noch mittelalterliche Elemente (machikoulis); die strengen Linien des Wohntrakts (corps de logis) entsprechen dagegen dem Zeitgeschmack. Das Schloss ist seit 2003 als Monument historique[1] anerkannt.

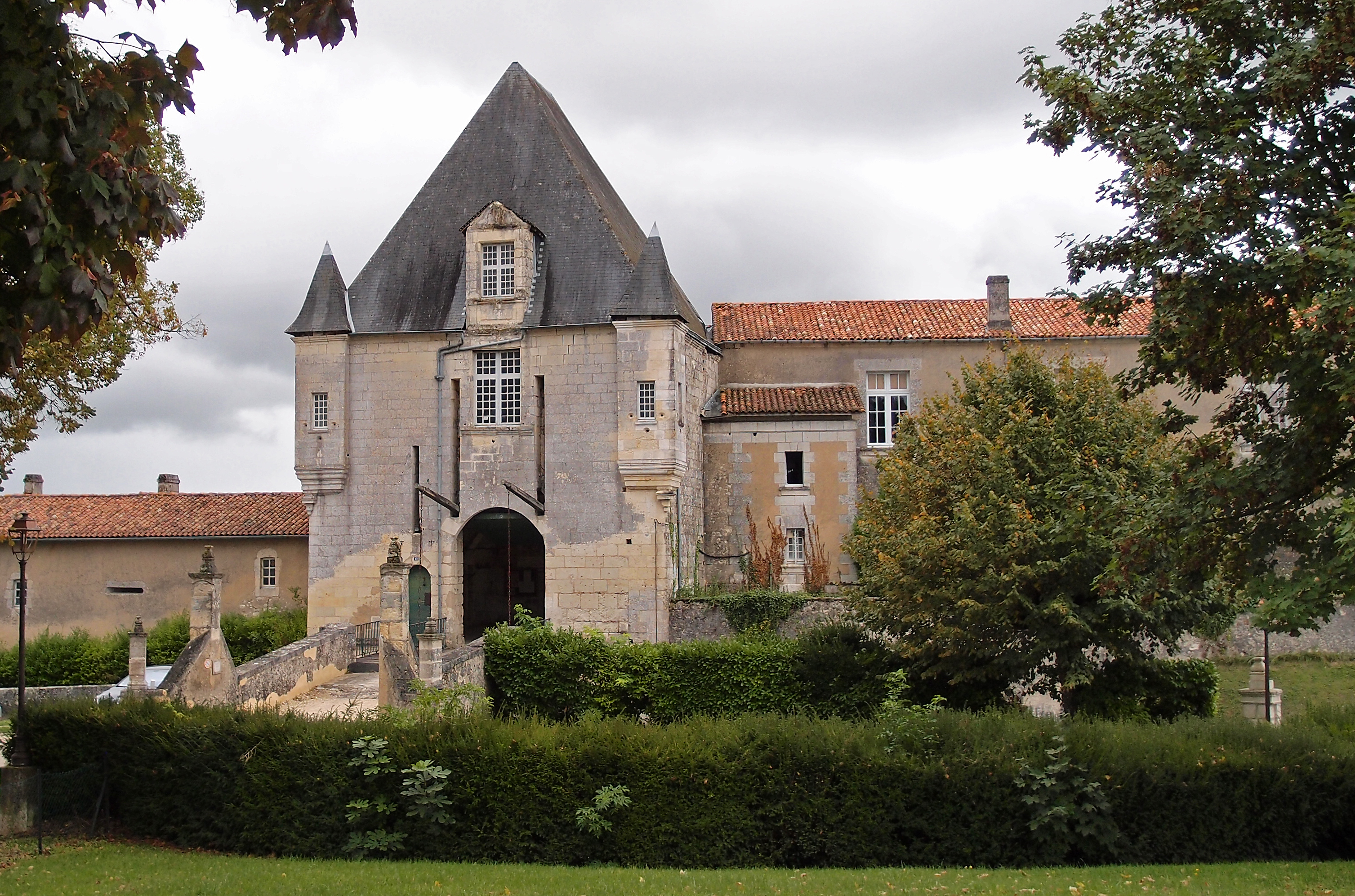
Château de Chalais
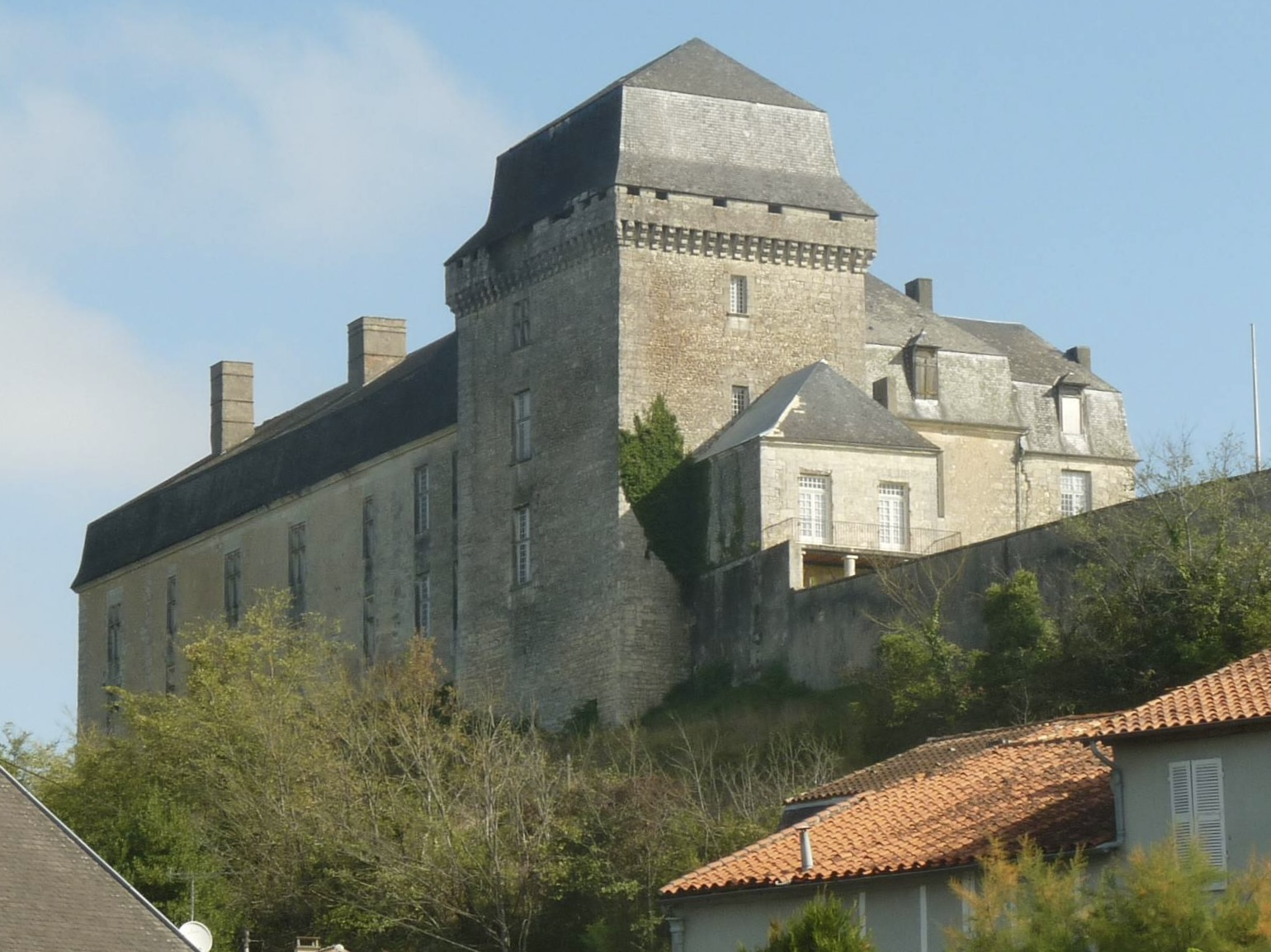
Château de Chalais
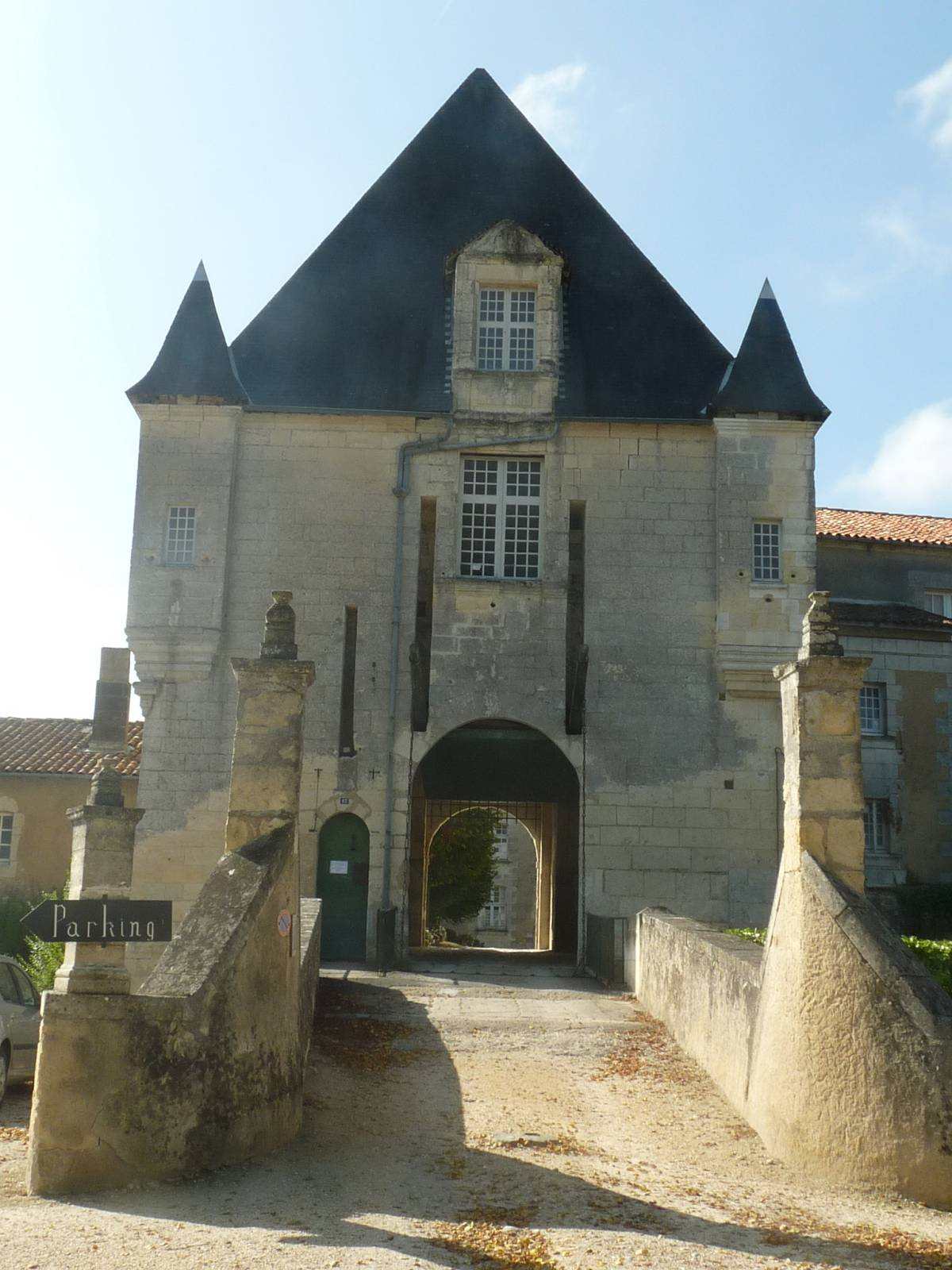
Torburg (châtelet)
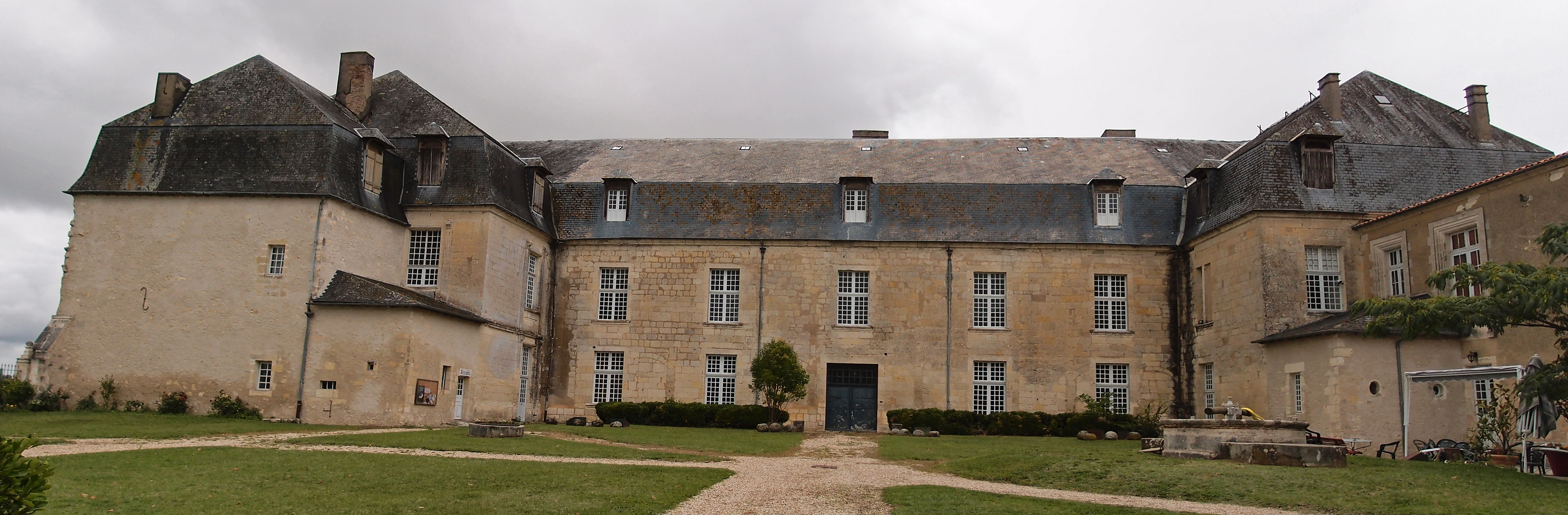
Innenhof

- Die dreischiffige romanische Kirche Saint-Martial war wahrscheinlich einst eine Prioratskirche des Klosters Saint-Martial in Limoges. Nach schweren Zerstörungen in den Religionskriegen ist nur die nach einem Triumphbogenschema gestaltete Fassade im Originalzustand erhalten. Das Kirchenschiff wurde im 16. Jahrhundert zerstört und wenig später in einfachen Formen wiederaufgebaut. Das Archivoltenportal hat einen – an maurische Vorbilder erinnernden – mehrfach gezackten Bogen als innerem Abschluss und ist somit den Kirchen von Celles-sur-Belle und Aubeterre-sur-Dronne vergleichbar. Im Tympanonfeld des rechten Blendportals finden sich Reste einer Anbetung der Könige. Das Innere der Kirche ist mit einer – teilweise bemalten – Holzdecke gedeckt. Die Fassade ist seit 1902 als Monument historique[2] ausgewiesen.

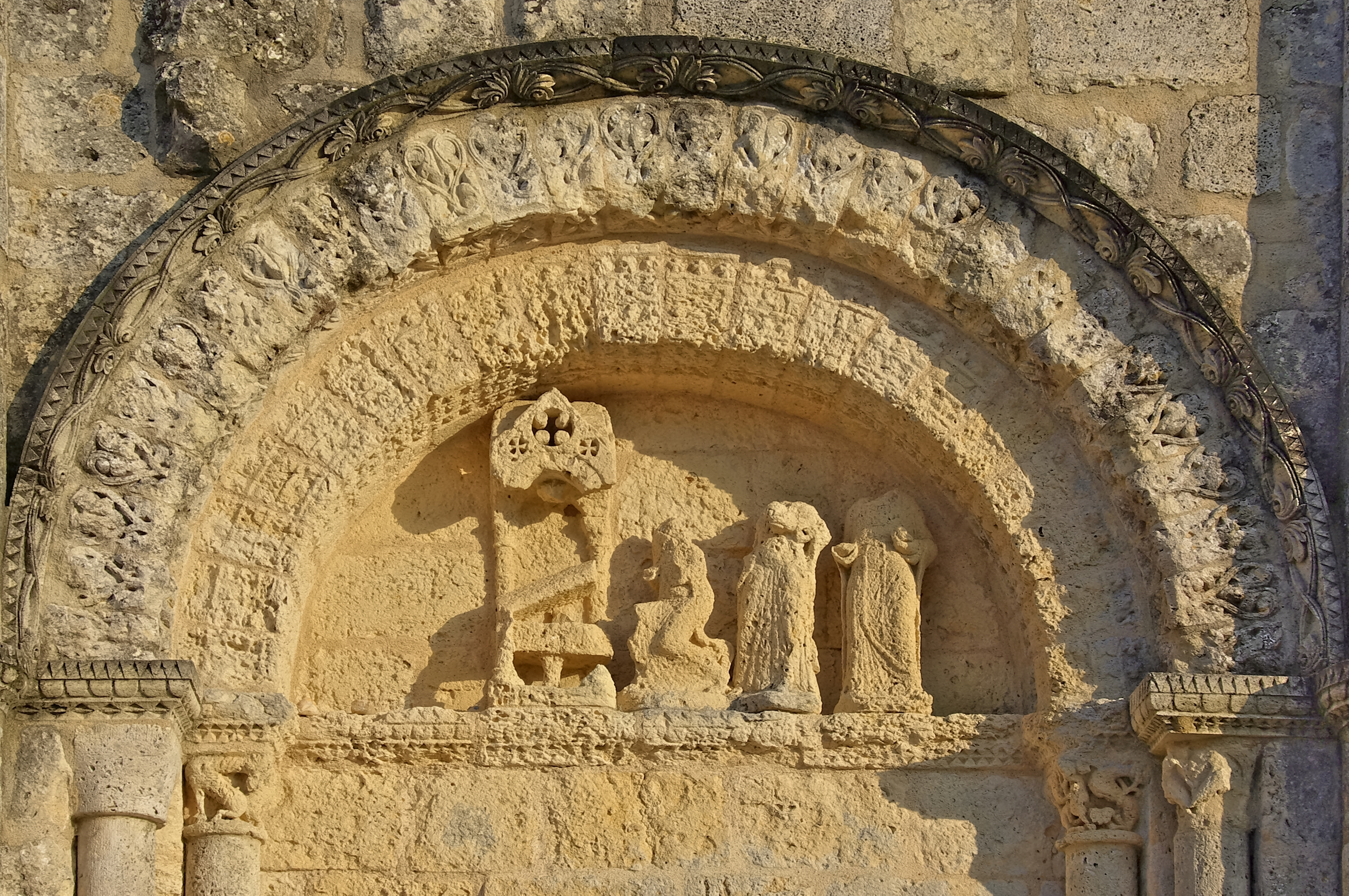
Église Saint-Martial – Blendportal
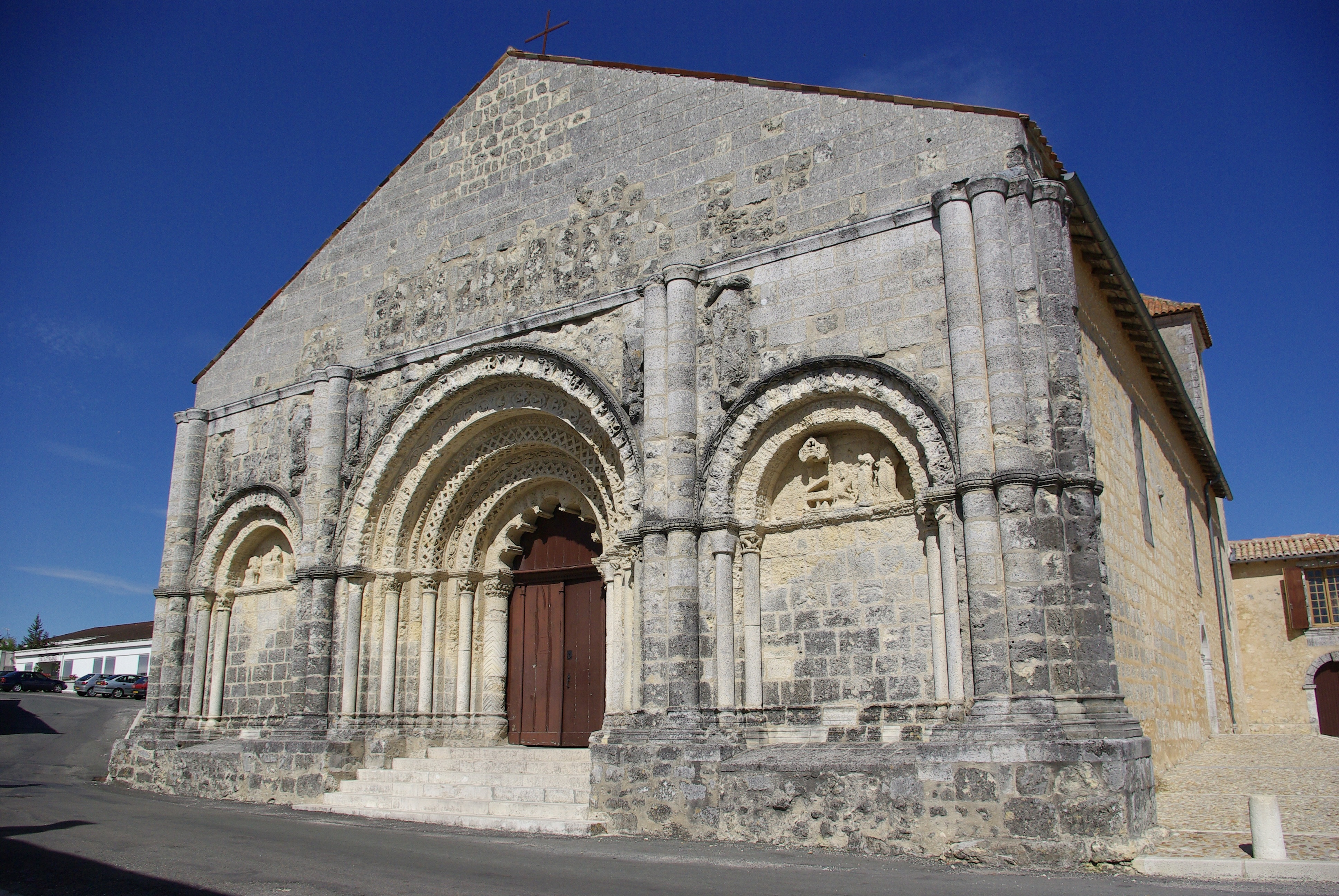
Église Saint-Martial
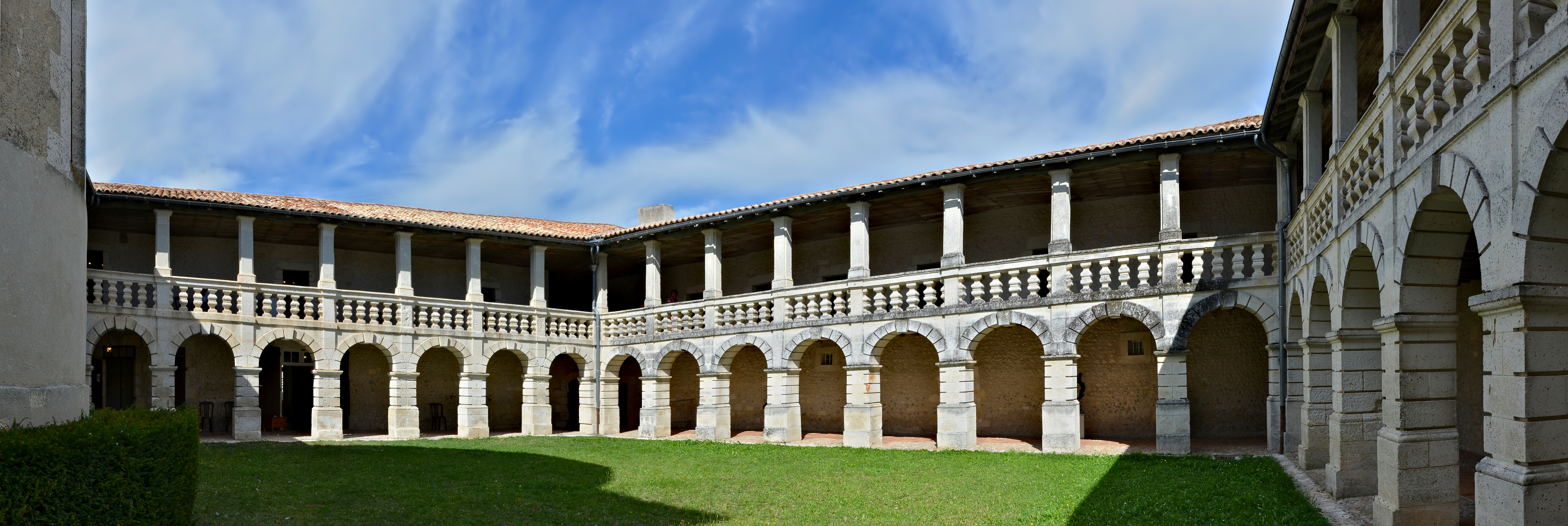
Cloître
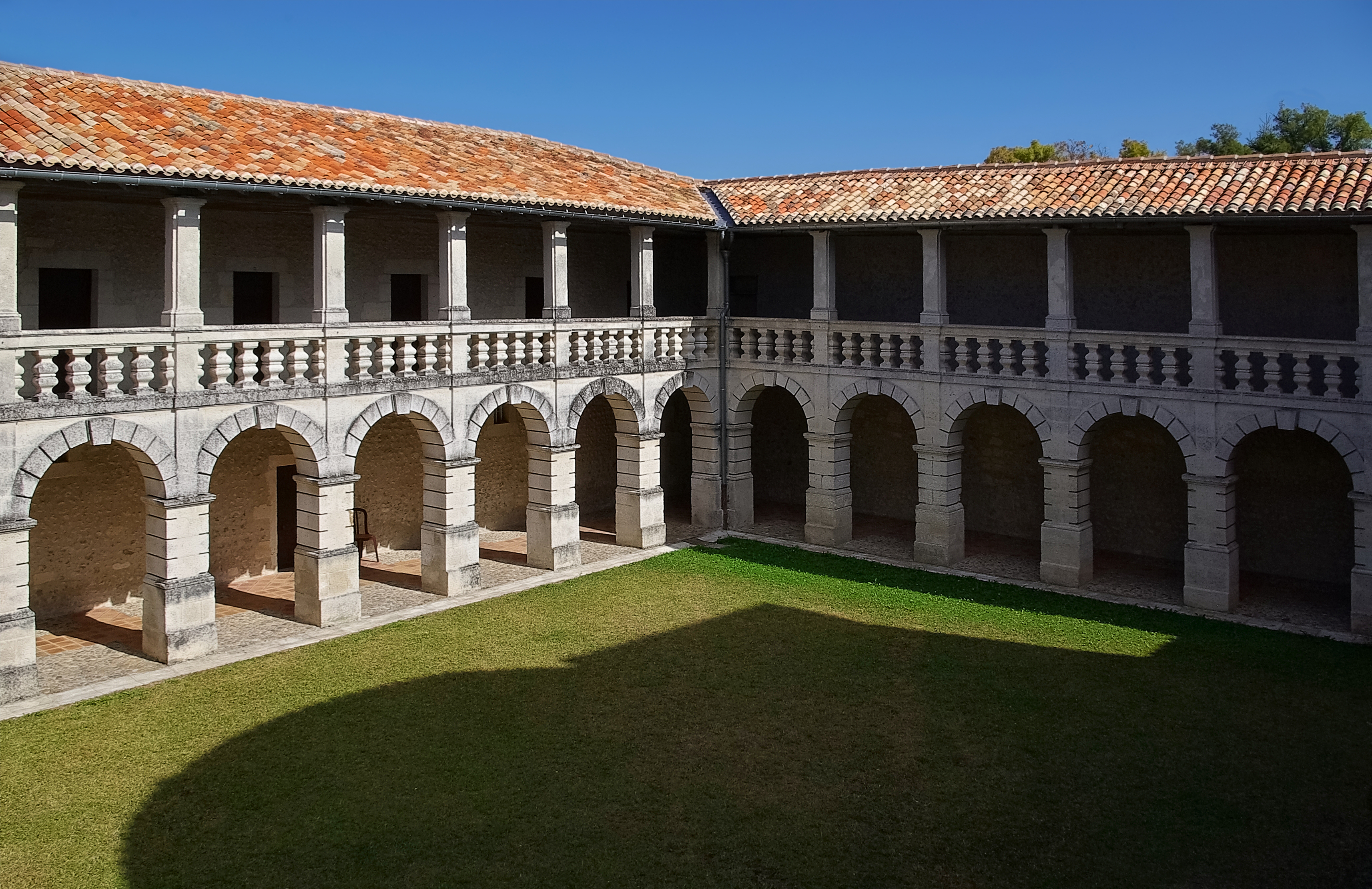
Cloître (Kloster)

- Die Kirche gehörte zu einem Kloster bzw. Priorat, das bereits vor der Revolution aufgegeben wurde. Der dazugehörige Kreuzgang (cloître) wurde im 17. Jahrhundert erbaut und ist heute einem Altersheim angegliedert. Er ist seit 1991 als Monument historique[3] anerkannt.
- Die Kirchen Sainte-Marie und Saint-Christophe stammen aus dem ausgehenden 19. Jahrhundert.

## Partnergemeinden
- Chalais, Schweiz
- Bad Saulgau, Baden-Württemberg
- Stiring-Wendel, Département Moselle

## Persönlichkeiten
- Charles-Maurice de Talleyrand-Périgord (1754–1838), bis zum Ausbruch der Französischen Revolution Bischof von Autun, unter Napoleon dann Diplomat.